# East Harwich
East Harwich es un lugar designado por el censo ubicado en el condado de Barnstable en el estado estadounidense de Massachusetts. En el Censo de 2010 tenía una población de 4.872 habitantes y una densidad poblacional de 214,42 personas por km².

## Geografía
East Harwich se encuentra ubicado en las coordenadas 41°42′31″N 70°1′55″O / 41.70861, -70.03194. Según la Oficina del Censo de los Estados Unidos, East Harwich tiene una superficie total de 22.72 km², de la cual 20.77 km² corresponden a tierra firme y (8.58%) 1.95 km² es agua.

## Demografía
Según el censo de 2010, había 4.872 personas residiendo en East Harwich. La densidad de población era de 214,42 hab./km². De los 4.872 habitantes, East Harwich estaba compuesto por el 94.6% blancos, el 1.31% eran afroamericanos, el 0.41% eran amerindios, el 0.96% eran asiáticos, el 0% eran isleños del Pacífico, el 0.84% eran de otras razas y el 1.87% pertenecían a dos o más razas. Del total de la población el 1.56% eran hispanos o latinos de cualquier raza.